# Вардашат (Арарат)
Вардашат (вірм. Վարդաշատ) — село в марзі Арарат, у центрі Вірменії. Село розташоване за 34 км на схід від міста Арарат, за 36 км на північний захід від міста Єхегнадзор сусіднього марзу Вайоц-Дзор, за 3 км на північний захід від села Зангакатун та за 5 км на північний схід від села Урцаландж.